# Circle Sanctuary
Circle Sanctuary este o organizație non-profit și cult Neopăgân recunoscută legal  cu sediul în sud-vestul Wisconsin, district din Statele Unite ale Americii. Aceasta își propune să încurajeze sărbătorile comunitare, vindecarea spirituală, cercetarea, rețelele și educația. 
Circle Sanctuary a fost fondată în 1974 de Selena Fox, și încurajează conservarea naturii, adunările dintre membrii comunității păgâne, meditațiile închinate Naturii și atelierele într-o serie de locații, situl primar fiind de 200 acri (0,81 km2)     sit situat lângă Muntele Horeb, Wisconsin, între dealuri împădurite.  Terenurile Circle Sanctuary sunt deținute integral de Circle Sanctuary Inc., un 501 (c) 3 fără scop lucrativ. 
Organizația a fost proeminentă în campania pentru a permite afișarea pentagramei (pentaclului) pe pietrele de mormânt ale membrilor Wiccani din Forțelor Americane, iar Selena Fox a fost unul dintre principalii reclamanți în acțiunea încununată cu succes pentru a obține această autorizație din partea statului.  Nouă dintre pietrele de mormânt sunt afișate la cimitirul Circle Sanctuary din Barneveld, Wisconsin, la aproximativ 25 mile (40 km)   vest de Madison . 

## Prezentare generală
De la crearea sa din 1974, Circle Sanctuary a oferit sprijin Neopaganilor în mai multe moduri, în principal ca resursă de rețea. Timp de mai mulți ani, Circle a fost singura resursă națională de rețea disponibilă pentru majoritatea neopaganilor, în special a celor care nu au fost localizați în orașele majore cu populații mari păgâne sau neopagane (cum ar fi New York City, Chicago, Illinois și San Francisco, California ). Circle Network News, e un ziar ce publica inițial trimestrial asemănător unui ziar și acum o revistă trimestrială, ce a oferit o metodă pentru păgânii din zone mai puțin populate să găsească alți păgâni ca ei. Suportul de rețea rămâne una dintre funcțiile de bază ale Circle Sanctuary. 
Circle Sanctuary sponsorizează mai multe întâlniri, dintre care cea mai cunoscută este Adunarea Spiritului Păgân, unde se organizează anual la Litha (solstițiul de vară). Alte festivaluri majore închinate Pământului organizate de Circle Sanctuary includ Beltane (1 mai), Spiritul Verde (Lughnasadh, în jurul datei de 1 august) și Samhain (în jurul datei de 31 octombrie). Adunări, cursuri și celebrări suplimentare mai mici sunt organizate pe tot parcursul anului. 
Circle are 26 de miniștri (clerici) activi care vin în sprijinul comunității și lucrează în rit de trecere în toate Statele Unite ale Americii. 

## Istorie
Fondat în 1974 de Selena Fox și Jim Alan au susținut primul eveniment public al Circle Sanctuary de Yule găzduit la casa cuplului din Madison, Wisconsin . În anul următor, Circle Sanctuary s-a mutat la o fermă din Sun Prairie, Wisconsin (chiar înafara Madison). În 1978, un articol favorabil scris de Jacqueline Mitchard a apărut în The Capital Times,  care a marcat începutul seriei de apariții publice a Circle Sanctuary. În același an, Fox și Alan au început să găzduiască joi seară, un program radio săptămânal de jumătate de oră numit "Circle Magic" pe 89,7 FM WORT în Madison și un show de televiziune "Magick Circle"  pe cablul 4;  Programul radio a funcționat timp de patru ani.     

1978 a fost un an de cotitură pentru Circle Sanctuary. Recunoscută ca biserică Wicca din Wisconsin din data de 27 octombrie 1978, denumirea legală a organizației a fost schimbată în „Church of Circle Wicca, Inc.”.  Structura inițială a legământului lui Circle a fost înlocuită cu o structură bisericească, incluzând un consiliu de administrație și slujitori hirotoniți. Fox și Alan au lansat o casetă intitulată Circle Magick Music, una dintre primele colecții de muzică Neopagană care a fost distribuită la scară largă. Ei au publicat, de asemenea, o colecție de muzică din Paperback în Circle Magic Songs .  O emisiune săptămânală, de televiziune prin cablu, a fost adăugată pe Cable 4 din Madison. Anul următor, Circle Sanctuary a fost prezentat în revista Time  pe pagina Religion, într-un articol despre o ținută manuală a cuplului susținută la cel de-al treilea Festival Pan Pagan de la Demotte, Indiana. 
În 1979, Jim Alan și Selena Fox au început să lucreze cu Chameleon Club, un grup bazat pe Cleveland, Ohio . Aceștia au găzduit mai multe apariții la Universitatea Case Western Reserve și în alte locuri din Cleveland, iar în cadrul emisiunilor de televiziune ABC Morning Exchange și Live on Five     . Circle a ajutat la lansarea primului Festival Starwood în 1981, la doar o lună de la prima strângere a spiritului păgân. 
În 1980, Circle Sanctuary a primit recunoașterea federală ca biserică și s-a mutat într-o altă fermă închiriată din Black Earth, Wisconsin . A avut loc prima adunare de Litha, un precursor al strângerii spiritelor păgâne care a debutat în 1981. Strângerea de fonduri pentru o achiziție de terenuri a început în 1980, iar terenul a fost achiziționat în 1983. 
Denumirea legală actuală este "Circle Sanctuary, Inc.", denumire ce a fost înregistrată de statul Wisconsin în 30 septembrie 1983. 
În 1984, Circle Sanctuary a ajutat la actualizarea cerințelor și practicilor armatei Statelor Unite ale anumitor grupuri selectate: un manual pentru capelanii . Până la acea vreme, Circle Network exista de câțiva ani, aducând neopagani din multe căi împreună. Circle a fost implicat, de asemenea, în bătălii legale de la mijlocul sfârșitului anilor '80, deoarece guvernul local al orașului a încercat să utilizeze legile privind zonarea pentru a împiedica Circle să stabilească terenul sanctuarului ca teren al bisericii. Acest efort a eșuat, deoarece Circle a câștigat decizii cheie care au culminat cu același guvern local care a acordat lui Circle prima recunoaștere oficială a națiunii ca biserică a vrăjitoriei în 1988. Astăzi, Circle se bucură de relații excelente cu consiliul local. 
Anii 90 au fost o perioadă de creștere pentru Circle. Ambii directori executivi au primit studii avansate, legându-și câmpurile de studiu în experiența lor din Neopagan, Selena obținând un MS în Consiliere în 1995 de la Universitatea din Wisconsin - Madison și Dennis realizând un doctorat. în Psihologie în 1994  la Institutul Saybrook . Circle a fost un sponsor al Parlamentul Religiilor Mondiale în 1993, aducând Circle o notă suficient de largă pentru a atrage atenția activiștilor creștini fundamentaliști precum Pat Robertson, care a descris Circle Sanctuary în programul său de televiziune The 700 Club și în cartea sa The New World Order. ca „un 1000   acre [4 km²] sanctuar pentru vrăjitoare ”, exagerand suprafața de teren a sanctuarului de cinci ori. 
Circle a participat, de asemenea, la conferința Nature Religion Today, sponsorizată de Universitatea Lancaster, Marea Britanie în 1996. În 1997, Pagan Spirit Gathering s-a mutat în Wisteria Campground din sudul Ohio, după ce a avut loc în sud-vestul Wisconsin, la Peștera Eagle, lângă Blue River, Wisconsin. În 1998, Circle Magazine a debutat ca revistă trimestrială, înlocuind Circle Network News, care a fost publicat ca buletin / ziar din 1978. 

## Activitati

### Rețele
Circle Network a fost fondată în 1977 în scopul de a ajuta păgânii de pe toate căile pentru a "conecta între ele și a împărtăși informații, idei și energie". Nu există costuri de afiliere, iar apartenența este deschisă oricărui Pagan a cărui cale aduce o reverență pentru natură și deține o structură etică în concordanță cu Redeul Wiccan . 

### Adunări și sărbători
Sancle Circle sponsorizează adunările pe tot parcursul anului, dar cel mai mare festival al său este Pagan Spirit Gathering (PSG), organizat anual pentru a coincide cu solstițiul de vară . La început, festivalurile au avut loc la Eagle Cave din Grant County Wisconsin, dar au depășit facilitățile, iar în 1997 s-au mutat într-o locație din apropierea Atenei, Ohio, la Wisteria. În 2009, PSG s-a mutat la Camp Zoe în apropiere de Salem, Missouri, iar în 2011, PSG s-a mutat la Stonehouse Farm din centrul Illinois. 
Toate celelalte adunări sponsorizate de Circle se petrec pe pământurile din Circle Sanctuary, cu excepția concursului Solstitiului de iarnă organizat la o comunitate universitară unitară din Madison. 

### Suport legal
Circle Sanctuary a fondat Lady Liberty League în 1985. LLL este „serviciul de susținere a libertății religioase” al Circle, oferind informații și rețele pentru cei care lucrează cu probleme de libertate religioasă relevante pentru Wicca și / sau spiritualitatea Naturii . În plus, LLL a lucrat activ pentru a contracara stereotipurile negative ale neopaganilor și i-a ajutat pe ceilalți în promovarea acceptării lui Wicca. Un exemplu recent este lupta pentru a câștiga aprobarea din partea armatei Statelor Unite pentru a plasa pentacle  pe marcajele memoriale pentru soldații wiccani uciși la linia de serviciu. 

### Munca de mediu
Circle Sanctuary este situat pe o 200 acri (0,81 km2)     conservarea naturii private. Deținută de Circle Sanctuary Inc, fondată în 1983 și zonată ca „pământ sacru” în 1988, Preserva este dedicată nu numai pentru a sprijini și menține biodiversitatea locală, ci și pentru a permite oamenilor să studieze interacțiunile pe teren atât din punct de vedere științific. și o bază spirituală. 

## Acces la sanctuar
Terenul nu este deschis pentru vizitatorii pentru că face obiectul activității unei rezervații, în conformitate cu scopul său de conservare a naturii. Cu toate acestea, pământul și locurile sale sacre sunt deschise pentru: 
- Festivaluri organizate pe cele opt puncte ale Roții Anului (Sabatele Wiccanului) [12]
- Ziua Pamantului
- Clase și intensivi
- Zile lunare de voluntariat [13]
- Zilele de vizitare deschise bi-lunare [14]